# Marcel Dragomir
Marcel Dragomir (n. 30 octombrie 1944, Câmpina – d. 9 martie 2015, București) a fost un compozitor și interpret român de muzică ușoară.